# Maria Luisa De Crescenzo
Maria Luisa De Crescenzo (Roma, 12 de enero de 1992) es una actriz italiana.  Sus créditos incluyen la serie de televisión Maggie & Bianca: Fashion Friends y las películas The Best Day of my Life, A Flat For Three y Bajo el sol de Riccione.

## Carrera
Su primera aparición como actriz fue el papel protagonista de Chiara en la premiada película The Best Day of my Life en 2002.

## Filmografía

### Cine
| Año  | Título                        | Rol                | Notas    |
| ---- | ----------------------------- | ------------------ | -------- |
| 2002 | The Best Day of My Life       | Chiara             |          |
| 2009 | David's Birthday              | Aurora             |          |
| 2011 | Corpo Celeste                 | Rosa               |          |
| 2012 | A Flat for Three              | Agnese             |          |
| 2012 | Young Europe                  | Annalisa           |          |
| 2014 | Vittima degli eventi          | Ilaria             |          |
| 2015 | Vacanze ai Caraibi            | Anna Pia           |          |
| 2016 | Piccoli segreti, grandi bugie | Camilla Del Monaco | TV movie |
| 2017 | UPP                           | Anna               | Short    |
| 2020 | Bajo el sol de Riccione       | Bea                |          |
| 2021 | Olivia                        | Olivia             |          |

### Televisión
| Año  | Título                           | Rol            | Notas       |
| ---- | -------------------------------- | -------------- | ----------- |
| 2013 | Rosso San Valentino              | Flavia Danieli | 6 episodes  |
| 2017 | Maggie & Bianca: Fashion Friends | Eloise Gale    | 26 episodes |